# Federico Gattoni
Federico Agustín Gattoni (Buenos Aires, 16 februari 1999) is een Argentijns voetballer die door Sevilla FC wordt uitgeleend aan RSC Anderlecht.

## Carrière
Gattoni begon zijn voetbalcarrière bij Club Chacabuco. Op zevenjarige leeftijd sloot hij zich aan bij de jeugdopleiding van San Lorenzo. Op 31 oktober 2020 maakte hij zijn officiële debuut in het eerste elftal van de club: in de Copa de la Liga Profesional kreeg hij een basisplaats in de eerste groepswedstrijd tegen AA Argentinos Juniors (0-0-gelijkspel). Gattoni speeldee 94 officiële wedstrijden in alle competities voor San Lorenzo, waarin hij achtmaal scoorde.
In februari 2023 ondertekende Gattoni een contract tot medio 2027 bij de Spaanse eersteklasser Sevilla FC, die hem weliswaar nog enkele maanden in Argentinië liet voetballen. Op 11 augustus 2023 maakte hij zijn officiële debuut voor de club: op de openingsspeeldag van de competitie liet trainer José Luis Mendilibar hem in de 1-2-nederlaag tegen Valencia CF in de 82e minuut invallen voor Youssef En-Nesyri.
Eind januari 2024 maakte Gattoni, die op dat moment nog maar vier officiële wedstrijden voor Sevilla had gespeeld, op huurbasis de overstap naar de Belgische recordkampioen RSC Anderlecht.
3 Hey ·
4 Simić ·
5 N'Diaye ·
6 Augustinsson ·
7 Amuzu ·
10 Verschaeren ·
11 Hazard ·
12 Dolberg ·
14 Vertonghen ·
16 Kikkenborg ·
17 Leoni ·
18 Ashimeru ·
19 Angulo ·
20 Vázquez ·
21 Huerta ·
23 Rits ·
25 Foket ·
26 Coosemans ·
27 Edozie ·
29 Stroeykens ·
34 Adryelson ·
43 Dendoncker ·
42 Sardella ·
42 Goto ·
55 Kana ·
63 Vanhoutte ·
Coach: Besnik Hasi
· Assistent-coach: Michaelsen
· Keeperstrainer: Merz